# Eduardo Lapaitis Vaikunaite
Lapaitis Vaitkunaite, Eduardo (nacido el 24 de mayo de 1931 en Montevideo) Escultor de origen lituano miembro de la Comunidad Lituana del Uruguay.
Nacido en una familia de inmigrantes lituanos, Lapaitis trabajó en la empresa Fontana como obrero metalúrgico. Pronto comenzó a experimentar con la ductilidad del material y su expresividad artística.

## Biografía

### Origen, familia
Eduardo Lapaitis nació en Montevideo en una familia de 9 personas. Su padre y madre- lituanos, llegaron a Uruguay en 1928 buscando trabajo y aquí se quedaron. El padre trabajó en un taller metalúrgico.

### Legado creativo
E.Lapaitis aprendió a trabajar con metales en Montevideo, en la fábrica de cajas de caudales, Omar Fontaina S.A (donde trabajó durante 25 años)
En 1965 interesándose en el metal, de restos de la fábrica comenzó a construir obras. Los primeros trabajos del escultor fueron “La Madre” y “El matorral” que en ese mismo año fueron expuestos en el Salón Nacional de Artes Plásticas.

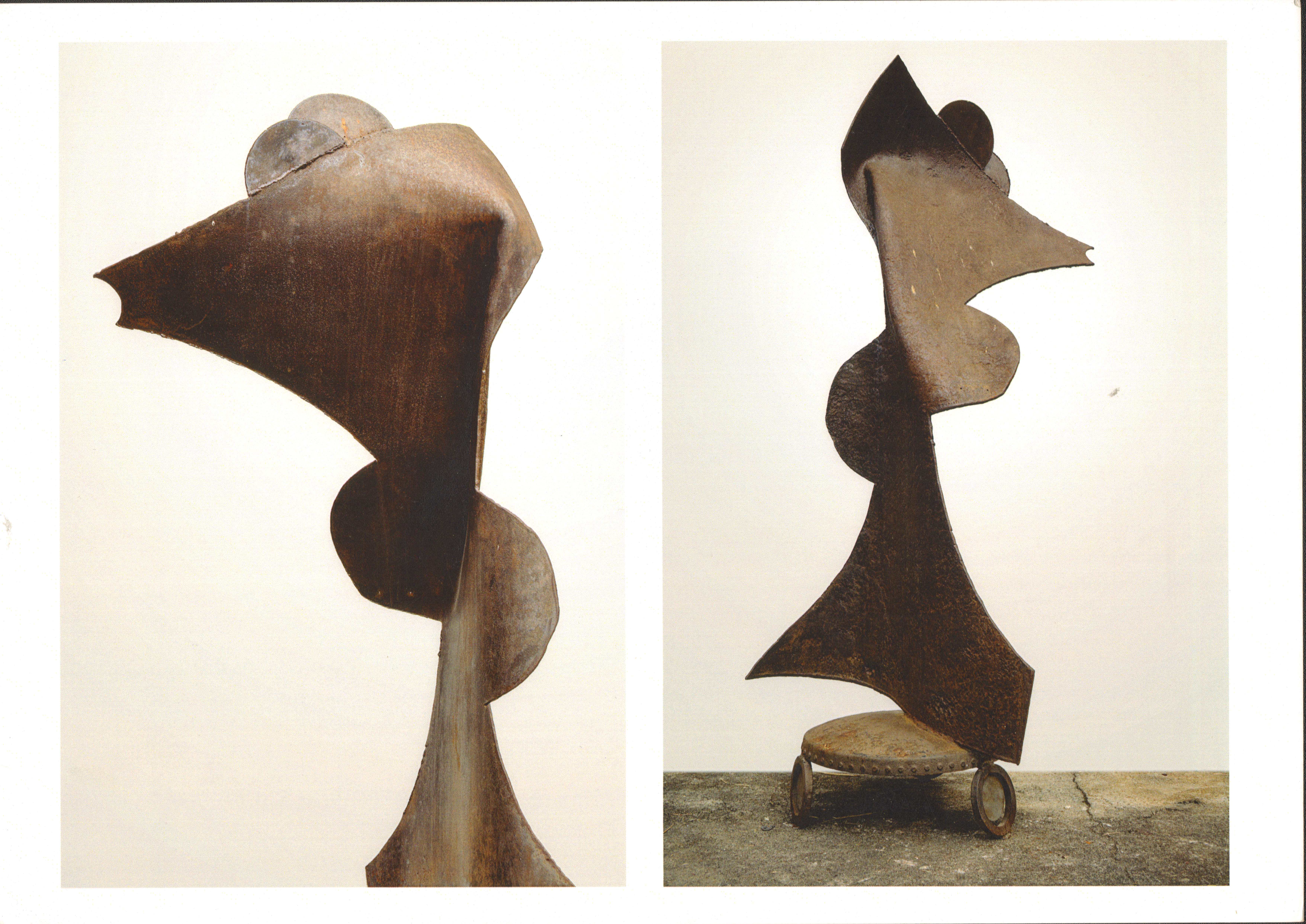
Eduardo Lapaitis escultura "Danza". Archivo de Literatura y Arte de Lituania

E. Lapaitis tuvo un gran reconocimiento de la comunidad lituana del Uruguay. Su escultura “Hacia el Tercer Milenio” está en la “Plaza Lituania” de Montevideo.
Los trabajos del escultor se destacan por su plasticidad, dinámica y verticalidad. Tienen preponderancia los temas del cielo, el tiempo, el éter y las voces. La mayoría de sus obras están realizadas de restos de metal y elementos de madera. Usando contrastes de colores muy acentuados y brillantes.
Uno de los trabajos más conocidos del artista es -“Capullo interplanetario ”- del año 1972 con el que alcanzó el más alto galardón, obteniendo en primer premio en el concurso del Salón Nacional de Artes Plásticas y Visuales 
La obra del artista “La Cruz de la Paz” es muy importante en la comunidad de creyentes. En 1988 luego de la exposición de artistas en Montevideo, se dispuso ponerla en el 

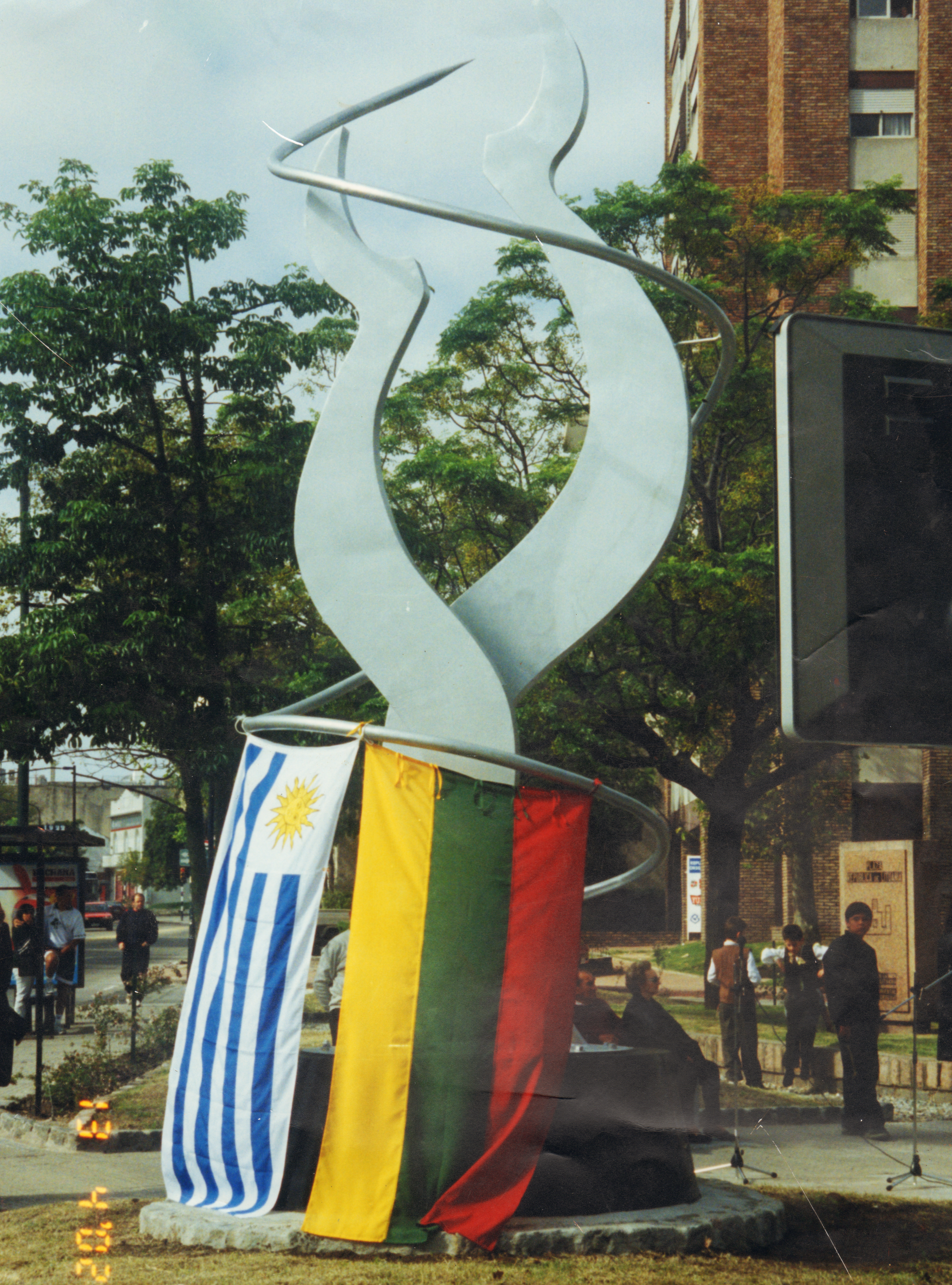
Escultura de Eduardo Lapaitis en la Plaza de Lituania. Archivo de Literatura y Arte de Lituania

parque de la “Gruta de Lourdes” tiene una altura de 2.5 m y está compuesta de 1600 piezas circulares, la cual fue bendecida por el Papa Juan Pablo II en su visita a Uruguay en ese año.
En la obra "Un mundo por conocer", el escultor realiza la misma en material de hierro, girando la parte superior en su eje vertical. La misma fue donada y se puede apreciar en el museo exterior de la Base Científica Antártica Artigas (BCAA) por el 40° aniversario de su creación, con el objetivo de enriquecer el panorama cultural y artístico en este importante entorno científico del continente antártico, en un lugar dedicado al conocimiento y la exploración.
Este gesto busca no solo embellecer el espacio, sino también fomentar un ambiente de creatividad y reflexión entre los investigadores y visitantes que pasan tiempo en la base, recordando la belleza e importancia del mundo que están ayudando a preservar.

## Trabajos en exposiciones
- 1965, 1966, 1971, 1972, 1974, 1975, 1978, 1979, 1981 Salón Nacional de Artes Plásticas
- 1971, 1973, 1976, 1978, 1979, 1979, 1983 Salón de Artes Plásticas de Montevideo.

- 1971- 1972, Salón de Artes y Ciencias de Punta del Este.

- 1973- “13 Artistas de Hoy”-Ministerio de Educación y Cultura. Biblioteca Nacional.
- 1973- “Artistas Uruguayos” I.E.P.A.C.T.U.
- 1974- “Artistas Uruguayos de Hoy” Org. Estados Americanos (OEA)
- 1974- “25 Artistas Uruguayos de Hoy”. Alianza Cultural Uruguay-EE. UU..
- 1974 -“12 Escultores Uruguayos” Club de Golf del Uruguay.
- 1977-1978 “Poema Color” muestra en el Subte-municipal.
- 1977- Galería Leopoldo de Montevideo.
- 1988- Exposición de Arte de Emigrantes”.Palacio de exposiciones de Vilnius.
- 1995- Muestra “Tango Joven”, Montevideo.
- 1995- Exposición de “Artes Plásticas”Salón comunal Krueger, Montevideo.
- 1997- Centro Cultural del budismo “Soka Gakki”
- 1999- “Artistas Uruguayos” Ministerio de Energía y Minería
- 2002-Monumento “Hacia el Tercer Milenio” en la “Plaza República de Lituania” en Montevideo
- 2002-Exposición Centro de Cultura de Uruguay
- 2001, 2003-Muestra “Círculo de la Mancha” Unión de la Cultura Americana, Centro Cultural Uruguay.
- 2005-Retrospectiva personal 40 Aniversario. En el parlamento de Uruguay
- 2007-Artistas premiados desde 1937 a 2007.Exposición en el Museo Nacional de Artes Visuales.
- 2007, 2008- Parque de exposiciones de La Pedrera, Rocha.
- 2008-Exposición Carlos Vaz Ferreira, Día del Patrimonio. Ateneo de Montevideo.
- 2009- 1-era Muestra Audiovisual  de artistas lituano-uruguayos exposición en Río Negro.
- 2010,2011-Muestra colectiva en San José
- 2012-Muestra Audiovisual de artistas lituano- uruguayos en el Ministerio de Relaciones Exteriores.
- 2013-Muestra “Monumento a la música. “Centro de Cultura de Uruguay”.

## Premios
- 1971-Salón Nacional de la Primavera, medalla por escultura.
- 1972-Premio principal del concurso del Salón Nacional de Artes Plásticas y Visuales.
- 1979-Premio por concurso del Salón Nacional de Artes Plásticas y Visuales.
- 2003-1er Premio en CASMU.
- 2003- Premio Morosoli.
- 2006-Premio en “Comunicaciones CX”.
- 2006-Premio “Ariel”.